# Герасим (Фирсов)
Герасим Фирсов (ум. 1667) — старец Соловецкий; известен как один из главнейших деятелей соловецкого старообрядчества, вызвавшего памятное восстание соловецких монахов.

## Биография
О жизни Герасима Фирсова до появления его в Соловецком монастыре сведений не сохранилось. Предположительно на Соловки он пришёл из города Москвы. Монашество принял, вероятно, на Соловках , куда явился приблизительно в конце 1640-х годов. Вероятно, вскоре после своего поступления в монастырь Герасим Фирсов ушёл из обители и, «бегаючи», явился к патриарху московскому Никону с челобитной на Соловецкого настоятеля, архимандрита Илью. Несомненно, Никон нашёл челобитную Фирсова вздорной и приказал бить его на патриаршем дворе плетьми нещадно, а затем сослать на север в Николо-Корельский монастырь. 
Как долго пробыл Герасим в Николо-Корельском монастыре неизвестно, но отсюда он снова явился в Соловки и некоторое время исполнял должность приказного старца в монастырских береговых усольях: Варзужском, Умском и Яренском. Затем был сделан соборным старцем и стал ближайшим советником настоятеля Илии, на которого он не так давно жаловался патриарху. 

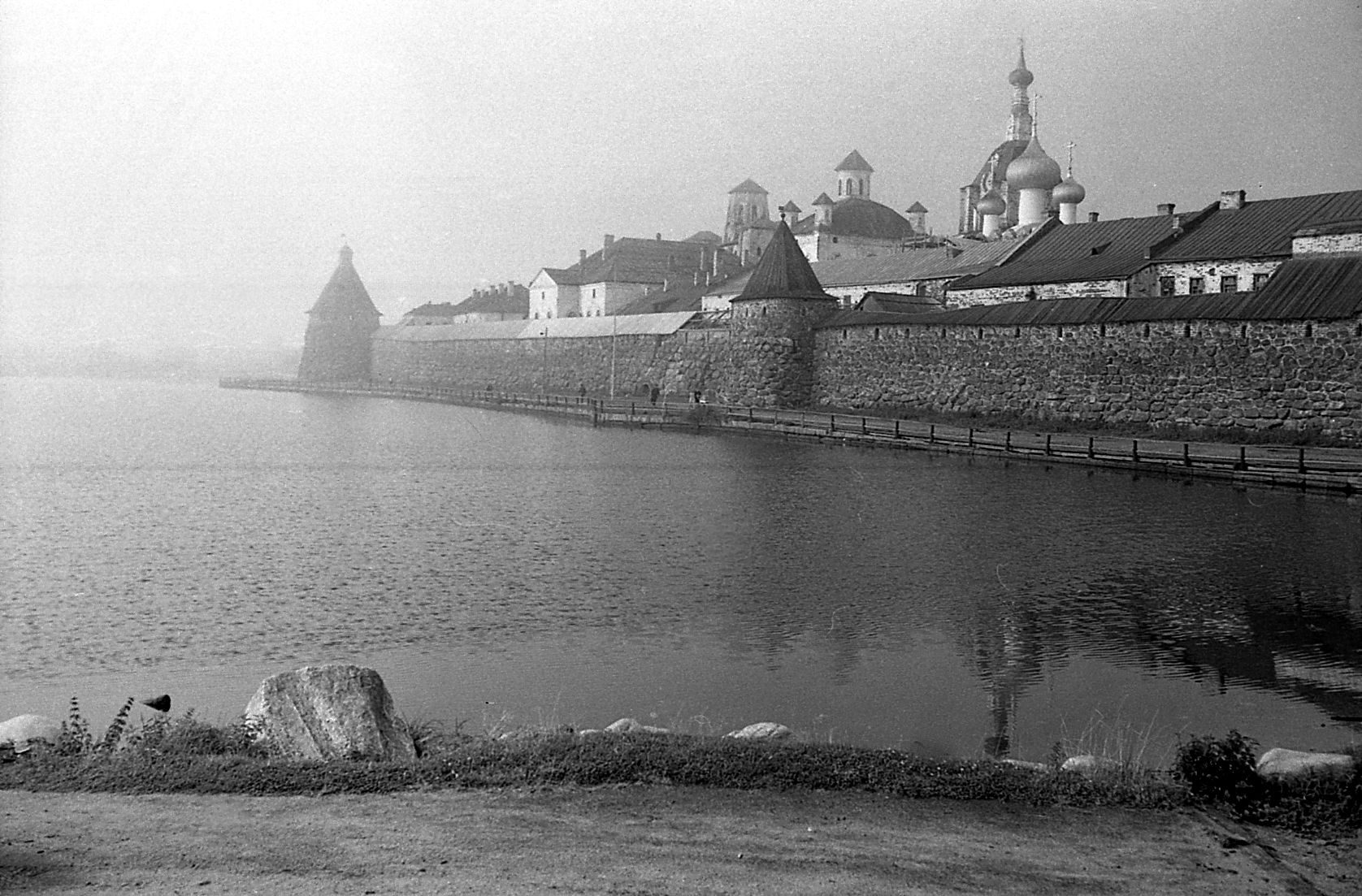
Соловецкий монастырь

В 1659 году архимандрит Илья скончался, и на его место братией монастыря был избран иеромонах Варфоломей. С новым настоятелем Герасим Фирсов не сошёлся; Варфоломей, видимо, старался устранить его от участия в монастырских делах, не лишая его пока звания соборного старца. Но в 1665 году Варфоломей отнял у него и это почётное звание. Поводом к этому послужило следующее обстоятельство. В монастыре заболел казначей, старец Боголеп. Опасаясь внезапной смерти казначея, Варфоломей поручил некоторым соборным старцам освидетельствовать наличность монастырских сумм и имущества, бывших на руках у Боголепа. В числе назначенных лиц был и Герасим. Производя осмотр имущества старца Боголепа, Герасим ухитрился незаметно припрятать у себя принадлежавшие казначею часы. Похищение такой заметной и ценной вещи обнаружилось тотчас же. Старцы заподозрили Фирсова, который, по свидетельству Варфоломея, всегда был нечист на руку, о чем было хорошо известно всей монастырской братии. Фирсов не запирался и вскоре отдал часы «лицом». Этот поступок до такой степени возмутил старцев, производивших осмотр у Боголепа, что они подали настоятелю особую челобитную, в которой прямо заявляли, что «им впредь с Герасимом Фирсовым у монастырских дел быть нельзя». Эта челобитная решила участь Фирсова, и он был удалён из числа членов монастырского собора. 
Обесчещенный и униженный в глазах братии, Фирсов не мог, конечно, не затаить злобы против своего настоятеля; с этого момента он становится открытым врагом Варфоломея. К этому времени у Варфоломея насчитывалось уже довольно много недругов из числа монастырских насельников. Герасим Фирсов стал во главе этих недовольных и явился вождём особой монастырской партии, партии строгих старообрядцев, не соглашавшихся ни на какие обрядовые уступки, готовых из-за «пелены», не подостланной под Евангелие во время чтения, восстать поголовно и учинить бунт. Может быть, Герасим Фирсов по своим убеждениям и не был таким фанатиком древнего благочестия. Но он стал во главе этой партии, побуждаемый чувством мщения и неприязни к своему настоятелю. Как бы то ни было, но приняв на себя руководство партией, Фирсов стал очень опасным для Варфоломея лицом. Он не отличался высокими нравственными качествами; за ним было очень много грехов в прошлом: он был нечист на руку, он любил с приятелями «пображничать и подебоширить», его буйства иногда оканчивались убийствами. Но как глава партии недовольных монахов он был на высоте своего положения. Как человек смелый, энергичный и к тому же человек книжный, Фирсов сделал из своих приверженцев действительно грозную партию, одушевлённую желанием жизнью постоять за целость благочестия. На первых порах столкновений с Варфоломеем у Фирсова не было; но когда Варфоломей уехал в Москву, откуда до монастыря дошли слухи, что он изменил старине, борьба с ним и его партией началась открытая и ожесточённая. 
Роль Герасима была хорошо известна в Москве. Неудивительно поэтому, что в числе вызванных в Москву для увещания оказался и он. Московские власти не без основания думали, что в лице Фирсова они встретят непримиримого противника. Но оказалось иначе. Фирсов принёс Большому Московскому Собору чистосердечное и полное раскаяние. Собор не ожидал такого исхода и долго относился к этому раскаянию Фирсова подозрительно. Для испытания Фирсов был отправлен в Иосифо-Волоцкий монастырь Московской епархии под начало к архимандриту Савватию, где и скончался в мире с православной церковью в 1667 (по другим данным в 1666) году.
Герасим оставил после себя очень важное в истории раскола сочинение, известное под названием: «Послания к брату о сложении перстов», которое было написано около 1658 года в ответ на обращённый к нему запрос некоего «брата» о том, «которыми персты десные руки подобает всякому православному христианину вообразити на себе знамение честного креста». Этот труд представляет собой первый опыт пространного обоснования учения о двуперстии и поэтому имеет громадное значение в старообрядческой письменности. Для последующих раскольнических писателей оно стало своеобразным первоисточником, откуда они черпали доказательства истинности двуперстия. Начиная с диакона Феодора и кончая Павлом Васильевым — все старообрядческие писатели почти без переработки и прибавлений повторяют Герасима Фирсова, когда речь заходит о крестном знамении. «Послание» представляет собой целый ряд выписок о двуперстном сложении, заимствованных из разных книг и сочинений. Оно написано умеренным тоном, без резких выходок в адрес православных, и вообще носит характер искреннего стремления отыскать истину и убедить в ней себя и других. Произведение Фирсова в своё время получило очень широкое распространение, чем и объясняется то обстоятельство, что до нас оно дошло во многих рукописных списках, большинство из которых находится в Российской национальной библиотеке.